# Battaglia di Chiari

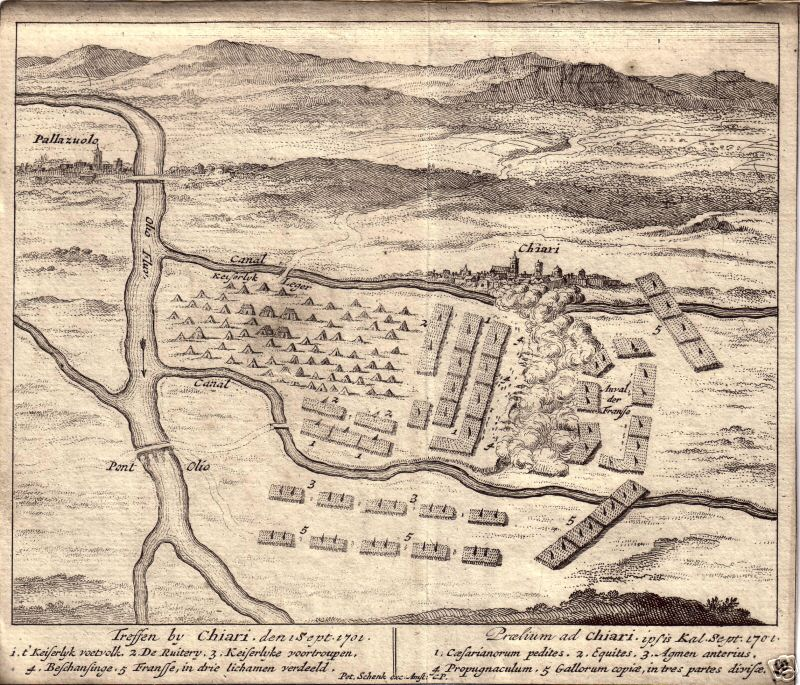
Antica raffigurazione della Battaglia di Chiari

La battaglia di Chiari fu combattuta il 1º settembre 1701, nel corso della guerra di successione spagnola. Lo scontro fu parte della campagna nella penisola italiana del principe Eugenio di Savoia, comandante delle truppe austriache, volta a impadronirsi del Ducato di Milano, controllato dagli spagnoli, e seguiva la sua vittoria sul maresciallo francese Nicolas de Catinat de La Fauconnerie nella battaglia di Carpi, a luglio. Il maresciallo François de Neufville de Villeroy sostituì Catinat come comandante delle forze franco-spagnole-savoiarde nel teatro, portando con sé gli ordini del re Luigi XIV di Francia di spingere gli imperiali fuori dall'Italia. Le forze francesi vennero pesantemente sconfitte, la battaglia ebbe più di 5000 morti. 
Prevedendo l'intenzione di Villeroi di attaccare a ogni costo, Eugenio si trincerò davanti alla fortezza di Chiari e attese l'attacco. In una battaglia durata diverse ore, gli austriaci inflissero pesanti perdite alle forze di Villeroi, ottenendo una vittoria schiacciante. La vittoria in questa campagna stabilì Eugenio in Lombardia e contribuì a persuadere le potenze marittime a venire in aiuto dell'imperatore. Entro una settimana dalla battaglia, l'Inghilterra, la Repubblica olandese e Leopoldo I firmarono il secondo trattato della Grande Alleanza.